# Sillium
Sillium ist eine Ortschaft, die zur Gemeinde Holle im Landkreis Hildesheim gehört.

## Lage
Sillium liegt im Harzvorland an der Kreisstraße 308 zwischen der Hildesheimer Börde und dem Wohldenberg. Die Nähe zu den Autobahnen 7 und 39 sowie zur Bundesstraße 6 und Bundesstraße 444 sorgen für die Verkehrsanbindung. Als öffentliche Verkehrsmittel stehen Busverbindungen oder der 3 km entfernte Bahnhof Derneburg zur Verfügung.
Die Nachbardörfer von Sillium sind Holle, Sottrum, Baddeckenstedt und Schlewecke.

## Wirtschaft, Infrastruktur und Bildung
Die wirtschaftliche Bedeutung von Sillium beschränkt sich auf wenige handwerkliche und landwirtschaftliche Betriebe.
Beiderseits der in ca. 1,5 km östlich des Ortes vorbeiführenden Bundesautobahn 7 befindet sich ein Windpark mit acht Windkraftanlagen. Seit April 2007 ist zusätzlich eine Starkstrommastanlage geplant. Diese wird jedoch von der Bürgerinitiative (BI) stark kritisiert und ist zu einem offenen Konflikt zwischen den Bürgern und dem Energieversorger E.ON geworden.
Im Ort wird ein Kindergarten betrieben, der im Februar 2019 um eine Kinderkrippe erweitert wurde.

## Geschichte
Aus dem Besitz der Grafen Wohldenberg in Sillium entstand Anfang des 14. Jahrhunderts, nach dem Tod des Grafen Heinrich V., die bischöfliche Domäne, die mit dem Wohldenberg kombiniert wurde.

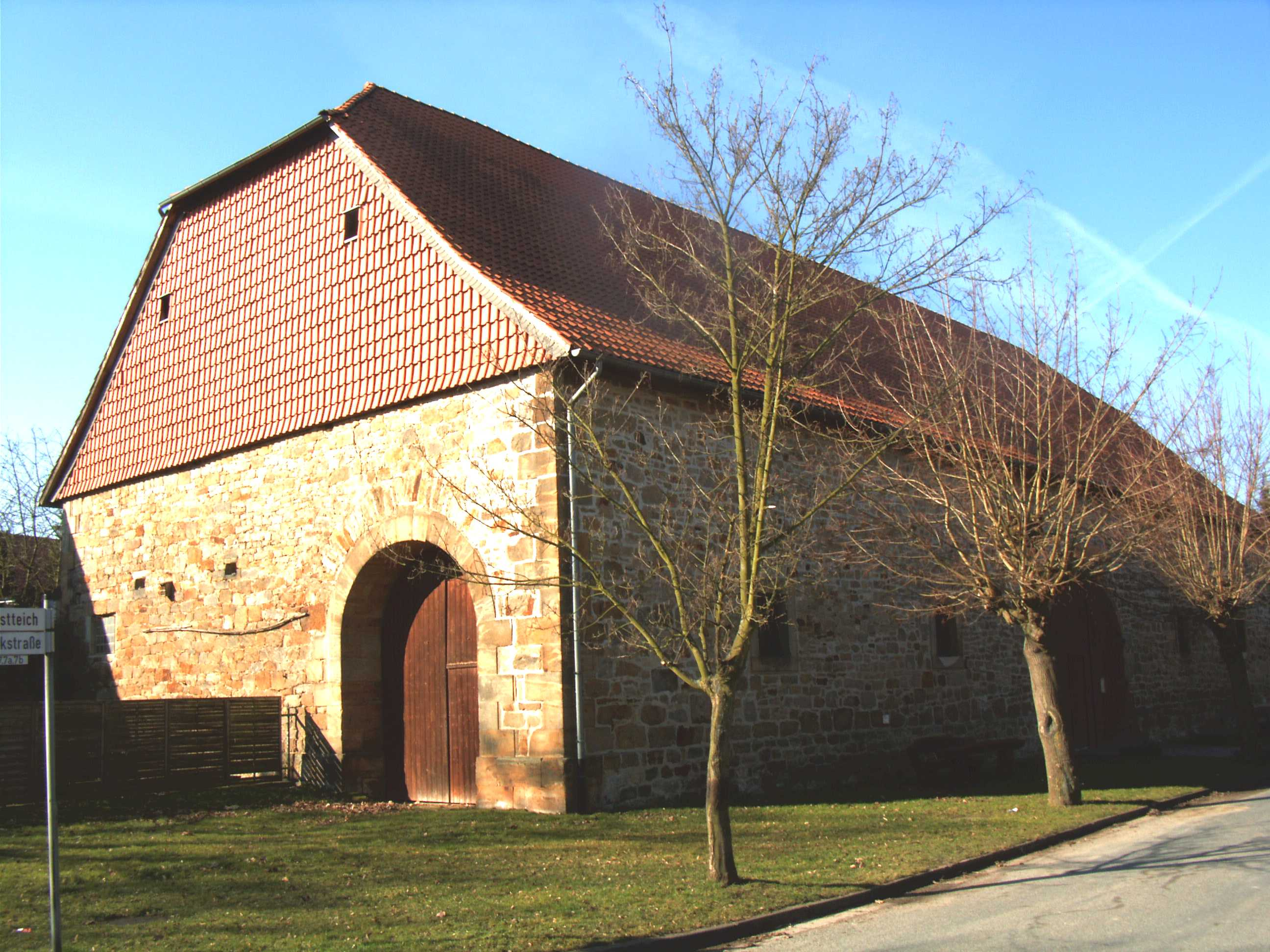
Schäferscheune Sillium (2005)

Die landwirtschaftliche Domäne blieb über Jahrhunderte im Besitz der Kirche. 1963 stellte der Domänenpächter Kaspar Wiethoff den 275 ha großen Betrieb zur Aufteilung zur Verfügung. Nach langen Verhandlungen konnten 1965/66 fünf Bauernfamilien in ihre Aussiedlerhöfe eingewiesen werden. Das restliche Ackerland der Domäne wurde auf bestehende Betriebe aufgeteilt. Den Rest des Domänengeländes übernahm zunächst die Gemeinde Sillium, die es dem Bankdirektor Busch aus Hildesheim verkaufte, der 1967 die alten Wirtschaftsgebäude abreißen ließ. Der nächste Eigentümer, ein Ziegeleibesitzer aus Sottrum, ließ auf dem Gelände Bauplätze errichten. Heute steht in der Nähe des alten Herrenhauses noch die alte Schäferscheune, ein großes, aus Sandsteinen erbautes Gebäude, das in seiner Grundsubstanz restauriert worden ist.

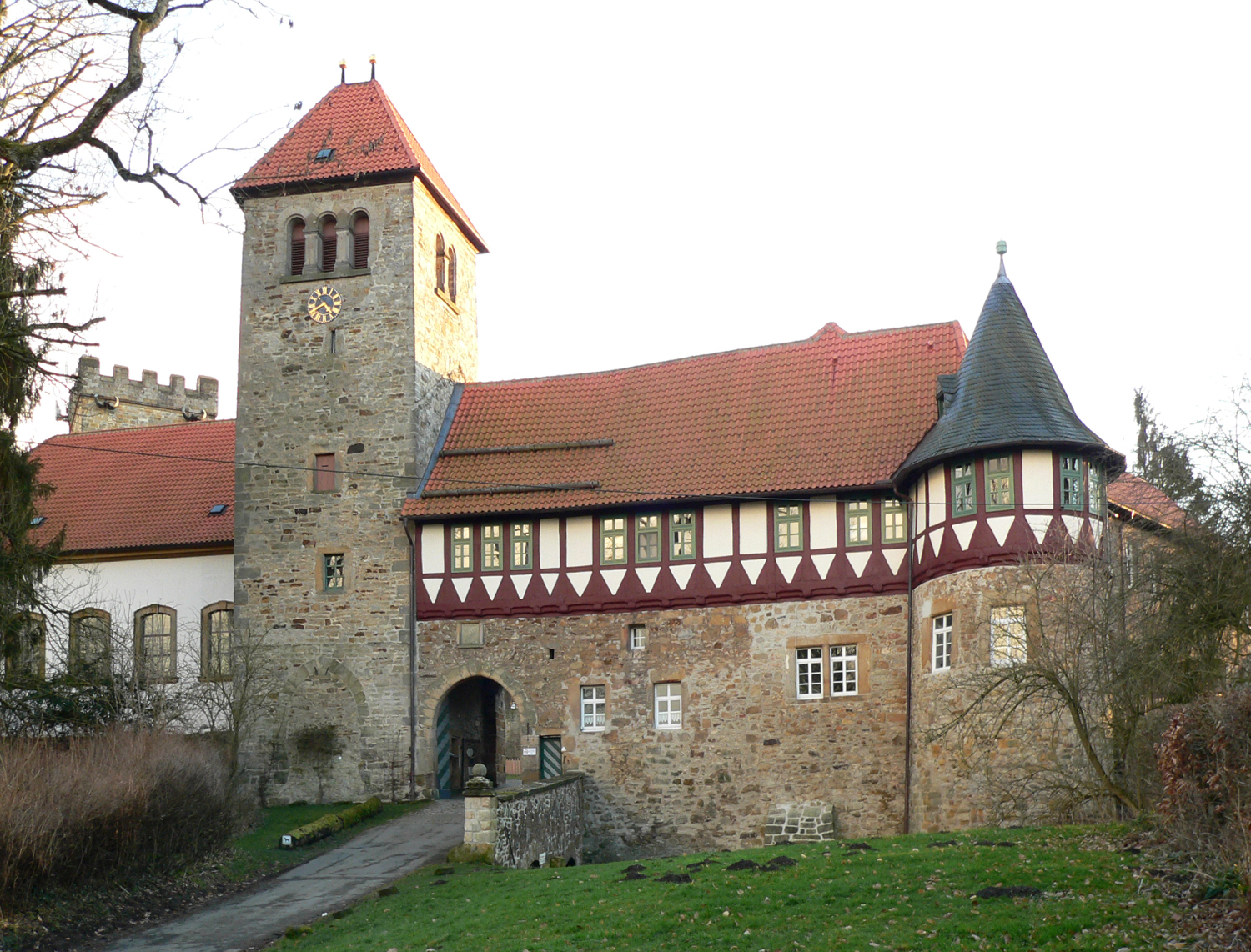
Burg Wohldenberg (2016)

Die Burg Wohldenberg und die Silliumer Kapelle wurden 1641 vollständig zerstört. Die an gleicher Stelle errichtete Fachwerkkapelle fiel am 12. September 1879 einem großen Brand zum Opfer, der auch das halbe Dorf zerstörte.
Im Jahre 1891 wurde in Sillium die Freiwillige Feuerwehr gegründet. Gemeindevorsteher Karl Mund, der offensichtlich die Idee der Wehrgründung in den Ort trug, wurde auch gleich zum Hauptmann gewählt.
Am 1. März 1974 wurde Sillium in die Gemeinde Holle eingegliedert.
Neubausiedlungen entstanden:
- 1950 an der Gartenstraße
- 1960/1966 an der Schulstraße
- 1972 am Hopfenkamp und am Holler Ohefeld
- 1999 Am Holler Ohefeld

### Bevölkerungsentwicklung
| Jahr | Einwohner |
| ---- | --------- |
| 1963 | 648       |
| 1974 | 737       |
| 1990 | 807       |
| 2000 | 842       |
| 2005 | 799       |
| 2012 | 735       |
| 2013 | 719       |
| 2014 | 726       |
| 2017 | 711       |
| 2021 | 666       |

## Politik

### Ortsrat
Nach den Kommunalwahlen in Niedersachsen 2021 verteilen sich die fünf Sitze im Ortsrat wie folgt (in Klammern Veränderung zur Wahl 2016):
- CDU: 4 Sitze (±0)
- SPD: 3 Sitze (±0)

Der Ortsbürgermeister ist Karl-Otto Bolze (CDU).

### Wappen
Die historische Verbindung der Ortschaft Sillium mit dem Wohldenberg kommt darin zum Ausdruck, dass ein Bild der Burg Wohldenberg in das Gemeindewappen aufgenommen wurde. Gewählt wurde die Darstellung von der Grabplatte Bischof Ottos I., der 1275 die Burg für das Hochstift Hildesheim erworben hatte. Den oberen Rand des Gemeindewappens bildet der Wohldenberger Turnierkragen.

## Sehenswürdigkeiten

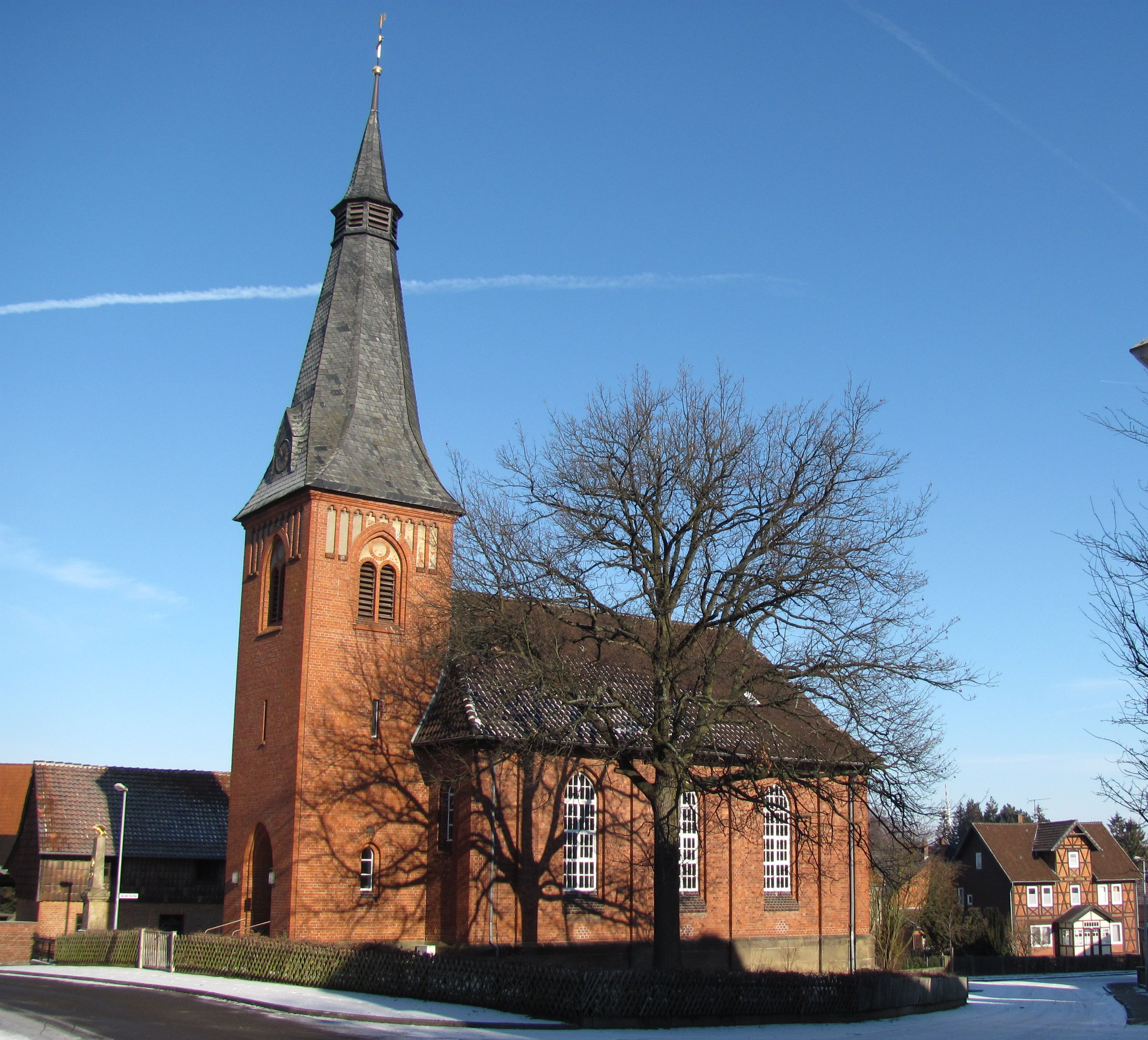
Evangelische Matthäus-Kirche (2012)

Es gibt eine evangelische Matthäus-Kirche in Sillium, 1883 erbaut. Im Ortskern, wo mehrere gut erhaltene bzw. renovierte Fachwerkhäuser zu sehen sind, ist das ehemalige Herrenhaus der Domäne beachtenswert. Unweit davon steht die Schäferscheune.
Am Ortsrand befindet sich ein Bürgerpark mit kleinen Teichen, Brücken und Bänken, der von Silliumer Bürgern gestiftet wurde.
- Burg Wohldenberg mit Barockkirche St. Hubertus

## Panorama

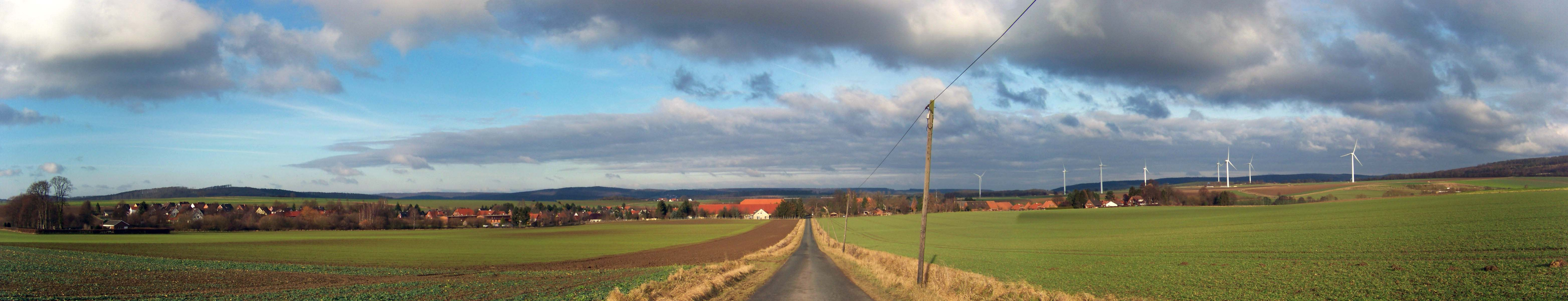
Panorama Sillium Süd (2008)